# ريو نوريشي
ريو نوريشي (باليابانية: 塗師 亮) (1 مايو 1986 في كاناغاوا في اليابان – )؛ هو لاعب كرة قدم ياباني سابق كان يلعب كمدافع.

## وصلات خارجية
- ريو نوريشي على موقع رابطة كرة القدم اليابانية للمحترفين (اليابانية)
- ريو نوريشي على موقع قاعدة بيانات كرة القدم.إي يو (الإنجليزية)
- ريو نوريشي على موقع Soccerway.com (الإنجليزية)
- ريو نوريشي على موقع عالم كرة القدم.نت (الإنجليزية)